# Copa dos Campeões Europeus da FIBA de 1985–86
A Copa dos Campeões Europeus da FIBA de 1985-86 foi a 29ª edição da principal competição europeia de clubes profissionais da Europa conhecida hoje como Euroliga. A final foi sediada no Sportcsarnok em Budapeste na Hungria em 3 de abril de 1986. Na ocasião o Cibona Zagreb conquistou seu segundo título europeu vencendo a equipe do Žalgiris Kaunas por 94–82. 

## Fase preliminar
| Equipe 1         | Total   | Equipe 2 | 1.º jogo | 2.º jogo |
| ---------------- | ------- | -------- | -------- | -------- |
| Partizani Tirana | 162-175 | Aris     | 81–80    | 81–95    |

## Primeira fase
| Equipe 1            | Total   | Equipe 2               | 1.º jogo | 2.º jogo |
| ------------------- | ------- | ---------------------- | -------- | -------- |
| Neptune             | 178-182 | Klosterneuburg         | 84–99    | 94–83    |
| Galatasaray         | 203-231 | Cibona Zagreb          | 97–110   | 106–121  |
| Honvéd              | 151-162 | Fribourg Olympic       | 84–80    | 67–82    |
| Real Madrid         | 151-137 | Murray Edinburgh       | 75–65    | 76–72    |
| Solna               | 182-201 | Nashua EBBC            | 95–93    | 87–108   |
| Kingston Kings      | 185-232 | Maccabi Elite Tel Aviv | 93–112   | 92–120   |
| AEL                 | 113-202 | Akademik Varna         | 49–121   | 64–81    |
| Inter Slovnaft      | 167-229 | Žalgiris Kaunas        | 97–123   | 70–106   |
| NMKY Helsinki       | 183-166 | Zagłębie               | 91–81    | 92–85    |
| Simac Milano        | 233-122 | T71 Dudelange          | 116–48   | 117–74   |
| Bayer 04 Leverkusen | 148-182 | Aris                   | 76–93    | 72–89    |
| CSP Limoges         | 177-171 | Sunair Oostende        | 87–78    | 90–93    |

## Segunda fase
| Equipe 1         | Total   | Equipe 2               | 1.º jogo | 2.º jogo |
| ---------------- | ------- | ---------------------- | -------- | -------- |
| Klosterneuburg   | 153-183 | Cibona Zagreb          | 83–98    | 70–85    |
| Fribourg Olympic | 149-173 | Real Madrid            | 68–84    | 81–89    |
| Nashua EBBC      | 181-216 | Maccabi Elite Tel Aviv | 95–113   | 86–103   |
| Akademik Varna   | 152-222 | Žalgiris Kaunas        | 87–125   | 65–97    |
| NMKY Helsinki    | 182-207 | Simac Milano           | 92-106   | 90–101   |
| Aris             | 176-186 | CSP Limoges            | 89–81    | 87–105   |

## Grupo semifinal
|  | As duas melhores equipes avançam para a Final. |

|    | Equipe                 | J  | Pts | V | D | PF  | PA   |
| -- | ---------------------- | -- | --- | - | - | --- | ---- |
| 1. | Cibona                 | 10 | 17  | 7 | 3 | 977 | 933  |
| 2. | Žalgiris Kaunas        | 10 | 17  | 7 | 3 | 931 | 915  |
| 3. | Simac Milano           | 10 | 16  | 6 | 4 | 881 | 837  |
| 4. | Real Madrid            | 10 | 15  | 5 | 5 | 944 | 906  |
| 5. | Maccabi Elite Tel Aviv | 10 | 14  | 4 | 6 | 907 | 946  |
| 6. | CSP Limoges            | 10 | 11  | 1 | 9 | 910 | 1013 |

## Final
Realizada em 3 de abril no Sportcsarnok em Budapeste.
| Equipe 1      | Resultado | Equipe 2        |
| ------------- | --------- | --------------- |
| Cibona Zagreb | 94–82     | Žalgiris Kaunas |

| Copa dos campeões europeus de 1985–86 Campeão |
| --------------------------------------------- |
| Cibona Zagreb 2º Título                       |